# 向風島
向風島是俄羅斯的島嶼，屬於法蘭士約瑟夫地群島的一部分，位於布留斯島東南面1.5公里的北冰洋，由阿爾漢格爾斯克州負責管轄，長1.7公里、寬0.8公里，最高點海拔高度82米。